# István Varga (Handballspieler)
István Varga [ˈiʃtvaːn ˈvɒrɡɒ] (* 7. September 1943 in Abony; † 6. Dezember 2014 in Debrecen) war ein ungarischer Handballspieler und -trainer. Er spielte im linken Rückraum und war bekannt dafür, Freiwürfe während des Spiels direkt zu verwandeln.
Varga begann mit dem Handballspielen in seiner Heimatstadt Abony. Nach seiner Militärzeit ging er 1965 zu Honvéd Budapest. Mit dem Armeeklub gewann er je viermal die ungarische Meisterschaft und den Pokal. Im Europapokal der Landesmeister 1965/66 erreichte er mit Honvéd das Finale, unterlag allerdings dem DDR-Vertreter SC DHfK Leipzig. Er wechselte 1973 zu Dózsa Debrecen und wurde dort noch einmal Meister (1975) und Pokalsieger (1979). Nach Stationen bei kleineren Vereinen in Ungarn durfte er mit Genehmigung des Sportministers als verdienter Spieler zum Handballspielen in den Westen gehen.
In Deutschland heuerte er zunächst jahresweise bei zwei hessischen Vereinen aus der Oberliga an. Nachdem er 1984 zum TuS Spenge gegangen war, wurde er zweimal Torschützenkönig in der Regionalliga West. Dann nahm er in Spenge für ein Jahr Platz auf der Trainerbank und wechselte 1987 beim benachbarten TV Lenzinghausen in der Oberliga zurück auf das Spielfeld. 1988 beendete er seine aktive Karriere. Anschließend trainierte er einen Bezirksligisten aus Halle (Westf.). 1992 ging Varga zurück in sein Heimatland nach Debrecen.
In die ungarische Nationalmannschaft wurde Varga zum ersten Mal 1966 berufen. Er nahm an zwei Weltmeisterschaften und zwei olympischen Spielen teil. Nach 127 Spielen war 1978 Schluss in der Auswahlmannschaft.
Von 1994 bis 2012 war István Varga Delegierter für die Europäische Handballföderation.

## Erfolge
- Ungarischer Meister 1966, 1967, 1968, 1972, 1975
- Ungarischer Pokalsieger 1967, 1968, 1971, 1972, 1979
- Bester Torschütze NB1 1972, 1974, 1975, 1976, 1978, 1979
- Handballer des Jahres 1975 in Ungarn